# St. Leonhard (Haging)

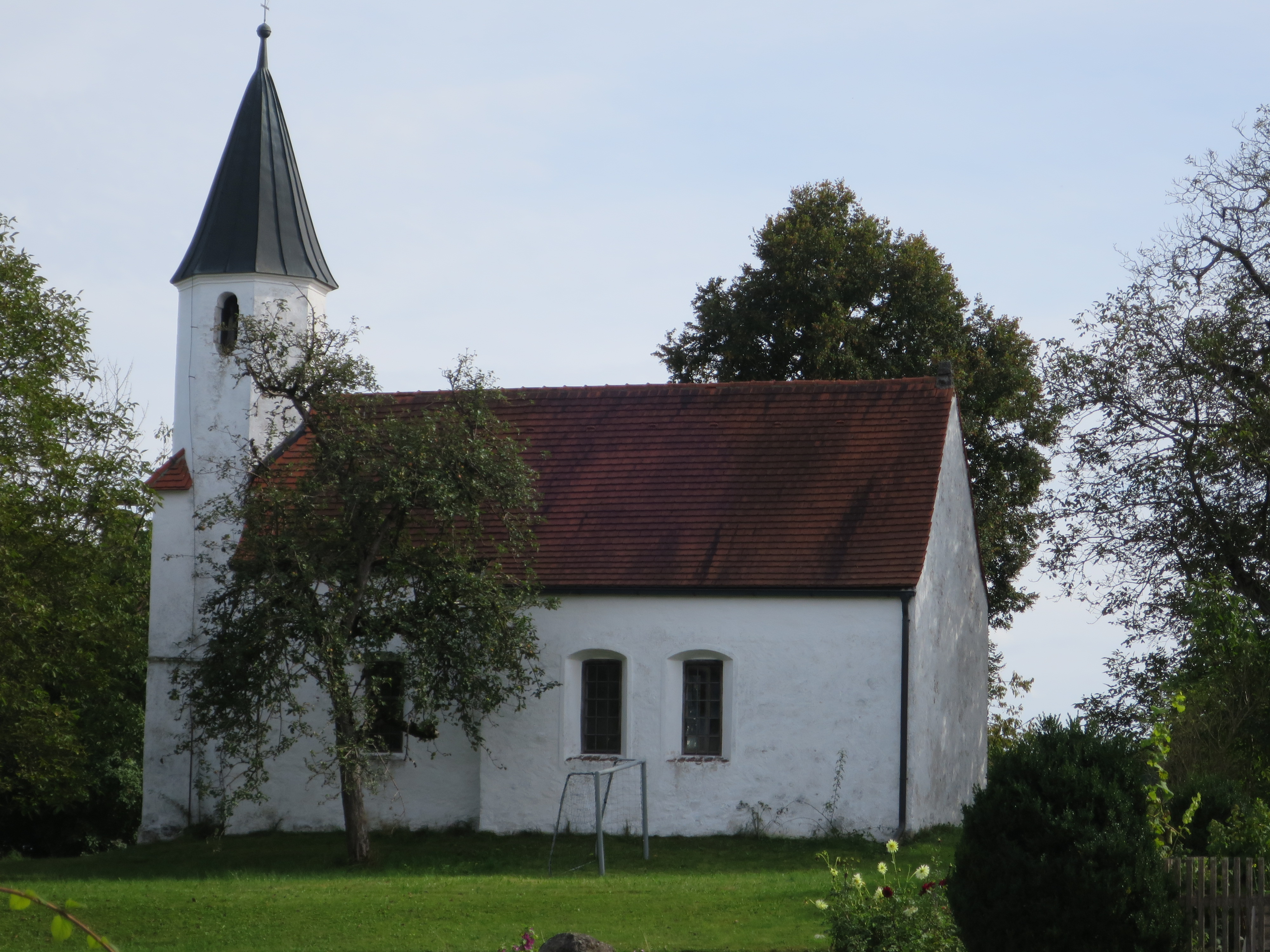
St. Leonhard in Haging

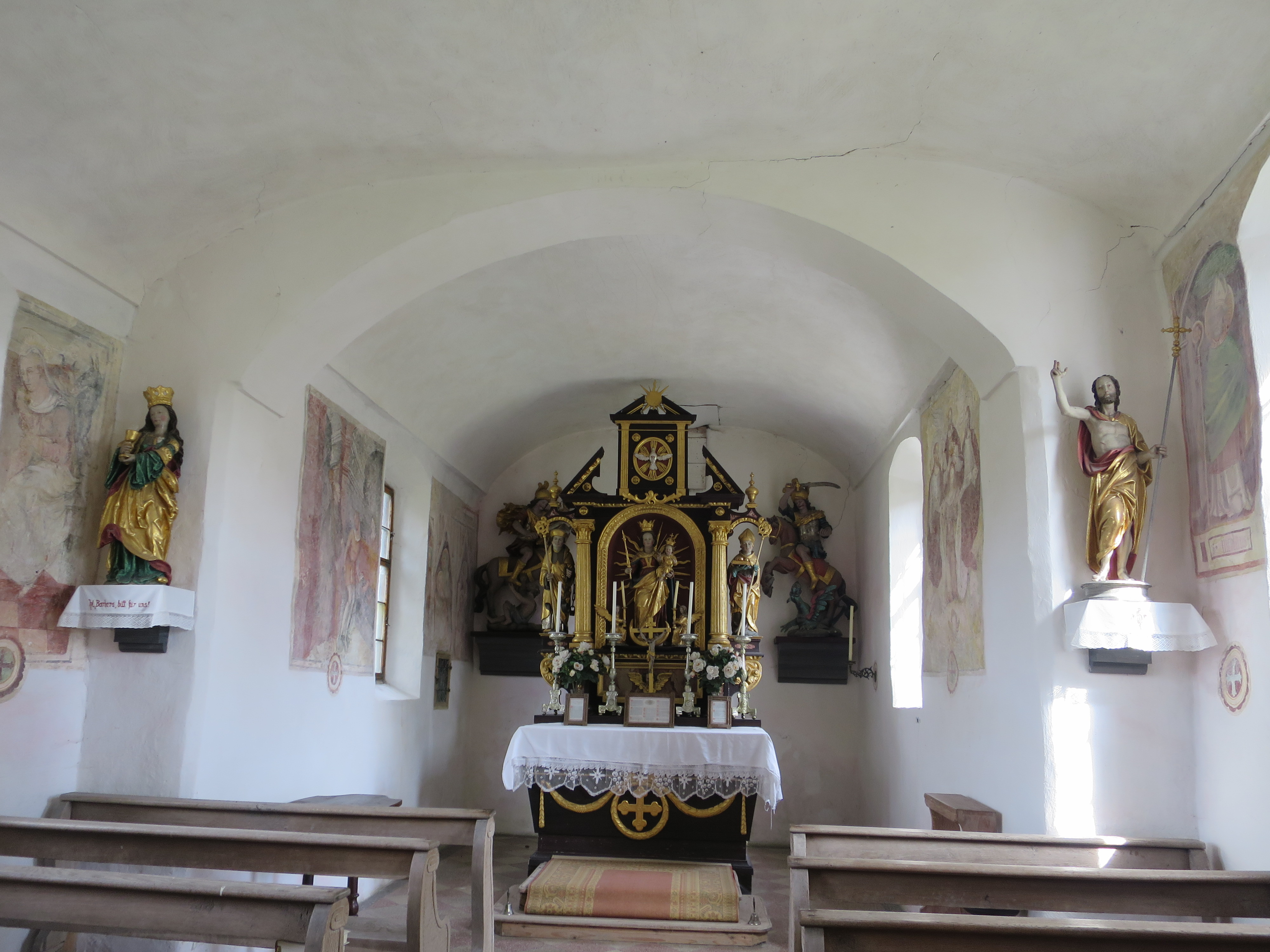
Innenraum

Die römisch-katholische Filialkirche St. Leonhard steht in Haging, einem Gemeindeteil von Frauenneuharting im 
oberbayerischen Landkreis Ebersberg. Das Bauwerk ist in der Liste der Baudenkmäler in Frauenneuharting als Baudenkmal unter der Nr. D-1-75-119-11 eingetragen. Die Kirche gehört zum Dekanat Ebersberg im Erzbistum München und Freising.

## Beschreibung
Die im Kern romanische Saalkirche wurde im 15. Jahrhundert gotisch ausgebaut und um 1600 barockisiert. Sie besteht aus dem Langhaus, dem eingezogenen Chor im Osten und einem achteckigen Kirchturm mit spitzem Helm an der Stirnwand des Chors.
1953/54 wurden im Innenraum Fresken vom Ende des 15. Jahrhunderts freigelegt. An der Wand hinter dem im 17. Jahrhundert gebauten Hochaltar stehen die Skulpturen des Martin von Tours und des heiligen Georg aus der 1803 abgebrochenen Kirche von Zell bei Albaching. Zentrale Figur im Retabel des Altars ist eine gekrönte Madonna mit Jesuskind. Die Assistenzfiguren am Altar stellen links den heiligen Leonhard von Limoges dar, rechts einen heiligen Bischof. Kirchenpatron Leonhard ist an der Kette zu erkennen, als Zeichen dafür, dass er sich für Gefangene einsetzte. Die Legende berichtet, durch sein Gebet seien die Ketten vieler Gefangener zersprungen. Im Altarauszug ist der Heilige Geist in Gestalt der Taube dargestellt. Am Übergang vom Langhaus zum Chor steht jeweils auf einer Konsole links die heilige Barbara und rechts Johannes der Täufer.